# Valluno
Valluno, na (pl. vallunos) es una denominación geo-socioantropológica. En Colombia este vocablo tiene la intención de ser apócope o epíteto de vallecaucano; denota el propósito de describir a los colombianos oriundos de los departamentos del Valle del Cauca y Norte del Cauca; es un calificativo que se le asigna a todos los habitantes nacidos en el sur y el centro del departamento del Valle del Cauca y en el Norte del Cauca y a los hablantes del español vallecaucano.

## Historia
El antecedente del territorio autónomo de remonta a tiempos de la independencia en 1810 cuando las ciudades de Cali, Buga, Toro, entre otras crearon una junta independiente de la ciudad realista de Popayán, bajo el nombre de Ciudades Confederadas del Valle del Cauca, la cual se unió a la federación de las Provincias Unidas en 1811. Caería tras la reconquista española del territorio neogranadino. Tras la independencia definitiva, el territorio fue parte del Cauca por el resto del siglo. El nacimiento definitivo del Departamento del Valle del Cauca se produjo en 1910, segregándolo del Gran Cauca, se presentaron distintas tensiones entre el nuevo departamento y el Cauca, sin embargo, como el nuevo departamento no deseaba conflictos, decidió dejar de lado el área en disputa del Norte del Cauca. La región experimentó un rápido desarrollo y cierta actividad industrial en el nuevo siglo, haciendo de Cali la tercera ciudad en importancia del país.

## Actividad tradicional valluna
Los vallunos o vallecaucanos estuvieron muy ligados a su tradición agrícola, pues el departamento cuenta con los mejores suelos del país, sin embargo esta tradición agropecuaria cada vez se fue perdiendo ante el crecimiento de las ciudades intermedias como por ejemplo Tuluá, Buga y Palmira y pasó a ser un departamento con una población muy urbana y ligada a la ciudad, lo que permitió que su población tuviera un alto grado de civismo y urbanidad; Que permitió que Cali, su eje central fuese llamada " La Capital Deportiva de América".
La población valluna está perdiendo sus tradiciones y su trasegar con rapidez, sin embargo se ha acoplado muy bien a nuevas tendencias y modas, que ya son parte integral de su cultura, el ejemplo más claro es la incorporación de la salsa originaria del Caribe, la cual es parte de la identidad valluna.

## Economía
La Región Valluna, por lo que compete a sus recursos naturales, fue en sus comienzos esencialmente agrícola actividades económicas que marcaron su cultura en los inicios.
Hoy en día, gran parte de la economía está ampliamente diversificada, industrializada y globalizada, con los sectores de servicios como su fuente principal de divisas. Sus sólidas y numerosas empresas de producción y mercadeo constituyen uno de los más importantes núcleos económicos de Colombia. 
La región es una de las más prosperas del país. El territorio valluno posee muchos centros urbanos destacados. Cabe mencionar entre algunos de ellos a Cali, Palmira, Buga, Tuluá, Yumbo, Cartago y Jamundí.

## Memoria
El día de la Vallecaucanidad es el día en que el Valle del Cauca, desde Cartago a Jamundi, se une como departamento.